# Списак ликова серије Војни адвокати
Ово је преглед ликова дуго приказиване серије Војни адвокати.

## Преглед
| Лик                   | Глумац             | Сезоне   | Сезоне   | Сезоне   | Сезоне | Сезоне   | Сезоне   | Сезоне   | Сезоне   | Сезоне   | Сезоне |
| Лик                   | Глумац             | 1        | 2        | 3        | 4      | 5        | 6        | 7        | 8        | 9        | 10     |
| --------------------- | ------------------ | -------- | -------- | -------- | ------ | -------- | -------- | -------- | -------- | -------- | ------ |
| Хармон Раб Млађи      | Дејвид Џејмс Елиот | Главни   | Главни   | Главни   | Главни | Главни   | Главни   | Главни   | Главни   | Главни   | Главни |
| Кејтлин Пајк          | Андреа Паркер      | Главни   |          |          |        |          | Епизодни |          |          |          |        |
| Томас Бун             | Тери О’Квин        | Главни   | Епизодни | Епизодни |        | Епизодни | Епизодни | Епизодни | Епизодни |          |        |
| Мег Остин             | Трејси Нидам       | Главни   |          |          |        |          |          |          |          |          |        |
| Сара Макензи          | Кетрин Бел         |          | Главни   | Главни   | Главни | Главни   | Главни   | Главни   | Главни   | Главни   | Главни |
| Бад Робертс           | Патрик Лаборто     | Епизодни | Главни   | Главни   | Главни | Главни   | Главни   | Главни   | Главни   | Главни   | Главни |
| Алберт Џетро Чегвиден | Џон М. Џексон      | Епизодни | Главни   | Главни   | Главни | Главни   | Главни   | Главни   | Главни   | Главни   |        |
| Питер Тарнер          | Скот Лоренс        |          |          |          |        |          |          | Епизодни | Епизодни | Епизодни | Главни |
| Џенифер Коутс         | Зои МекЛилан       |          |          |          |        |          |          | Епизодни | Епизодни | Епизодни | Главни |

## Ликови

### Главни

#### Хармон Раб Млађи
Хармон „Харм” Раб Млађи (тумачио га Дејвид Џејмс Елиот) је војни авијатичар који је постао војни адвокат након што му је дијагностиковано ноћно слепило. Његов отац је оборен изнад Вијетнама и од тада се води као НУА (Нестао у акцији), а Хармови покушаји да га пронађе чине заплете већину епизода. Постао је јако добар друг са Макензијевом, а током сезона њихов однос је растао са годинама. При крају серије пар је признао да воли једно друго. На крају серије Харм и Мек су се верили и одселили би се у Сан Дијего или Лондон у зависности шта новчић који је бачен каже ко је унапређен. 
Раб је унапређиван три пута током серије, први пут у првој епизоди када је постао поручник, а последњи пут када је постао капетан у предпоследњон епизоди. Раб је био поручник-командир и командир у већини серије.
Рабова прва партнерка је била Кејтлин Пајк, а друга Мег Остин.

#### Кејтлин Пајк
Кејтлин „Кејт” Пајк (тумачила је Андреа Паркер) је Хармова прва партнерка. Кејт је након епизоде Нови живот (2. део) добила нови задатак тако да се касније враћала три пута (разлог тога је тај што је Андреа Паркер напустила серију да би снимала серију Имитатор). Она и Харм су се некако свиђали једно другом и провели су један викенд заједно, али све се то распало кад су схватили да је све безопасни флерт. 
Појавила се у 6. сезони када је поднела тужбу због сексуалног узнемиравања против офиира вишег по чину. Официр је признао да је хтео да је пољуби и извинио се због тога, а она му је опростила, али се осећала лоше јер му је каријера уништена. 
Такође је разговарала са поручницом Сингер око цурења података о случају и рекла је да Сингеровој нема намеру да опрости. 
Кејтлин Пајк је дипломирала на Америчкој војној академији и на Правном факултету Харвард.

#### Томас Бун
Томас Бун (тумачио га је Тери О’Квин) је пријатељ и сарадник Хармовог оца и кога је Харм спасио од суда неколико пута. Био је на мисији тамо где је Хармов отац оборен. Буново прво појављивање у серији је било у чину командира ваздушног скупа на броду Морски соко. 
Адмирал Томас Бун је имао дугу каријеру у морнарици Сједињених Држава, где је догурао до чина контраадмирала и где је био разматран за унапређење у вицеадмирала. Ипак, због оптужби за ратне злочине које је починио у Вијетнаму 1968. године, на крају му је било суђено. Иако је ослобођен оптужби, затражио је пензионисање из морнарице и никад није био унапређен у вицеадмирала. 
Вратио се на кратко у службу после 11. 9. као саветник секретара морнарице током кризе око америчког авиона који је принудно слетео у Кину, а након тога се пензионисао по други и последњи пут око Божића 2002. године. 

#### Меган Остин
Меган „Мег” Остин (тумачила је Трејси Нидам) је друга партнерка Хармона Раба и заменила је поручницу Кејтлин Пајк. Мег је доказала да добро зна са рачунарима Харму и Кејт. 
У њеном првом појављивању јe откривено да пати од клаустрофобије, што је био сталан проблем током њеног појављивања.
Након што је отишла из штаба војних адвоката, предложила је да Бад буде премештен у војне адвокате.

#### Сара Макензи
Сара „Мек” Макензи (тумачила је Кетрин Бел) је војна адвокатица која је вођа људства под Чегвиденом и Кресвелом, а партнер јој је Харм коме је постала најбоља другарица. 
Мек је имала грозно детиљство јер је имала оца алкохоличара који ју је злостављао, а мајка ју је напустила на њен 15. рођендан. Мек је патила од алкохолизма, али се отрезнила и приступила је морнарици са 19 година. Са својом прошлошћу се суочавала у три епизоде 4. сезоне, Господин Раб иде у Вашингтон, Држава против Мек и Нови вид. 
Унапређена је из мајора у подпуковника. Такође је унапређена из адвоката у вођу људства, Чегвиденову, а касније Кресвелову десну руку. Пре краја серије је била надређена Харму два месеца.
Харм и Мек су верени.

#### Бад Робертс
Бад Џ. Робертс (тумачио га Патрик Лаборто) је првобитно био редов на броду УСС Морски соко, а касније је пребачен у адвокатску комору. 
Бад има млађег брата Мајкија који је хтео да постане уметник пре него што је примљен у Војну академију где је постао техничар за радаре и оружја. Имају сложен однос са оцем Бадом старијим који их је злостављао кад су били деца,  можда због тога што је морао да их подиже сам кад му је супруга умрла. У 2. сезони је помануто да има сестру Винифрид или „Вини”, али она се никад није појавила. Бад је остао без ноге када је случајно нагазио на нагазну мину у Авганистану, па је отишао на рехабилитацију, али су му рекли да не може да остане у морнарици, па је унапређен на крају 9. сезоне. 
Бад је унапређиван три пута у току серије, први пут из редова у поручника ниже класе, други из поручника ниже класе у поручник и трећи из поручника у поручника-командира. И Харм и Мек су молили Бада на крају серије да им се придружи у њиховим новим командама. Бад је морао да их одбије због супруге која је хтела да он и породица остану у Вашингтону. 
Бад је имао чин поручника већином серије.
Бад се појавио у две епизоде серије Морнарички истражитељи, Нешто је у ваздуху и Одметник.

#### Алберт Џетро Чегвиден
Алберт Џетро „А. Џ.” Чегвиден (тумачио га Џон М. Чексон) је намргођени шеф коморе и бивши официр јединица ВВК који увек чува леђа својим људима. Када је најавио пензионисање, особље коморе је рекло да губи његово вођство и пријатељство. 
У 3. сезони је показао романтично занимање за Мек, али је њихов радни однос допринео да то престане. А. Џ. је био очинска фигура много запослених у комори. Има бившу жену италијанку и ћерку која је отета у 4. сезони, у епизоди За Франческом. А. Џ. воли бејзбол и поменуо је да су му Кливлендски Индијанци понудили да игра за њих, али је одбио јер је хтео да служи отаџбини у току рата. Била му је додељено место судије у вишем грађансокм суду, али је то отдибо када се суочио са неетичком позицијом конгресмена који га је предложио за то место. 
Контраадмирал Алберт Џетро Чегвидео се такође појавио у епизоди Проклет да си серије Морнарички истражитељи и у епизодама Наплата, Ратни ожиљци и Златни дани серије Морнарички истражитељи: Лос Анђелес.

#### Питер Тарнер
Питер Јулисис „Старџис” Тарнер (тумачио га Скот Лоренс) је добар друг и бивши Хармов друг са војне академије, али и велики протиник на суду. Служио је у подморницама пре него што је постао адвокат. Старџис и Харм поправљају кола заједно.
Старџис категорички одбија да учествује у Хармовој и Мекиној сапуници. Старџис је имао повремену везу са конгресменком Летам, а касније је нашао љубав са Ванесом Честнат, џез певачицом. 
Имао је затегнуте односе са особљем коморе у 8. сезони, а његово пријатељство са Хармом је пропатило када је био вд шеф коморе након пензионисања адмирала Чегвидена. 

#### Џенифер Коутс
Џенифер „Џен” Коутс (тумачила је Зои Меклилан) је девојка са тешком прошлошћу која долази из несрећног дома са врло строгим оцем који не прашта. Поменуто је да ју је отац физички злостављао. Првобитно је била Рабу странка и електронски техничар на броду Гејнсвил када је оптужена да је напустила дужност због чега је изведена на суд. Након што је провела божићни са особљем из коморе решила је да им се придружи. Прво је радила на једрењаку, а онда је добила место заставника. Додељена је на брод Морски соко непосредно пре него што је поручник Робертс дошао тамо као официр из коморе. Касније је прераспоређена у штаб коморе и тамо је наставила посао заставника и личне помоћнице адмирала Чегвидена. Постала је вредан члан тима. Један њен стари пријатељ јој је замало сместио за убиство док нису Харм и полиција доказали да је невина. 
Када је Харм усвојио Мети Грејс и када му је требао већи стан, убедио је Коутсову да се пресели у двособан стан до њиховог тако да Мети може да буде и код ње. Коутсова је имала проблема са својих 4-5 цимерки. Харм је наговорио Коутсову да буде Метина цимерка и плаћао је Метине трошкове, иако је хтео да плаћа и Коутсине и Метине трошкове. Харм је хтео да Коутсова буде цимерка Мети пошто је осетио да ће Мети, пошто је тинејџерка, требати женско друштво. 
Коутсова је унапређена у подофицира I класе 2004. године.

### Епизодни

#### Клејтон Веб
Клејтон Веб (тумачио га Стивен Калп (сезона 2-10)) је агент Ције који је тврдио да ради за владу. Такође је тврдио да је служио као ађутант у Првом Персијском заливском рату. Касније је постао противник и понекад веза са адвокатском комором када је добио место заменика директора ЦИА-а. Он и Мек су били кратко у браку на тајном задатку. Њихова права веза се завршила када је лажирао своју смрт (није му први пут) и када је Мек одлучила да не може да се суочава са обманама његовог посла више.

#### Харијет Симс
Харијет Симс (тумачила је Кари Тарнер (сезоне 2-10)) је заменила свог бубућег супруга, Бада Робертса, као везу за јевне послове на броду Морски соко, а касније је постала службеник у адвокатској комори. Харијет долази из богате породице која није одобравала то што је приступила морнарици. Харијет је весело девојче које се слаже са свима, поготову са Хармом и Мек. Она је витални члан адвокатске породице. Харијет је родила сина А.Џ.-а 1999. године, али је изгубила ћерку Сару на порођају 2000. године. Од тада је родила другог сина Џејмса Кирка Робертса и близанце, па она и Бад имају четворо деце. Харијет је унапређивана два пута, први пут из редова у поручника ниже класе, а последњи из поручника ниже класе у поручника.